# Мусокій
Мусокій або Мужок, Маджак (грец. Μουσόκιος, Musokios або Mužok) — вождь склавинів. Правив близько 592 року, у час балканської кампанії візантійського імператора Маврикія. Про нього у своїх творах згадують візантійські історики Менандр Протектор і Феофілакт Сімокатта.
У 593 Мусокій зазнав поразки і був полонений візантійським стратигом Пріском. Перед тим Пріск розорив землі іншого слов'янського вождя — Ардагаста.
Мусокія також ототожнюють з правителем Маджаком, відомим із арабських джерел (Аль-Масуді).

## Поразка Мусокія й Ардагаста
Мусокій відправив свого полководця Ардагаста з військом на південний захід. Вони увірвалися до Фракії, що змусило імператора Маврикія почати війну проти антів. Імператор Маврикій відправив армію стратига Пріска і піхоту командира Гентзона (Gentzon) переправитися через Дунай поблизу міста Сілістра і раптово напасти на антів. Візантійська армія прибула до їхнього табору опівночі, розігнавши антів, які втекли в безладі. Військо Ардагаста було розбито. 
Пріск послав лейтенанта Олександра, щоби знайти втікачів, які ховалися в лісах і болотах. Візантійці не могли їх знайти, але гепіди-християни (союзники антів), показали таємний хід, після чого ромеї легко захопили слов'ян. 
Коли лейтенант Олександр повернувся з гепідами та полоненими, гепіди отримали багаті дарунки та домовились допомогти імперії перемогти Мусокія. 
Гепіди зв'язалися з Мусокієм й попросили його послати транспорт через річку Paspirion для решти армії Ардагаста. Мусокій зібрав 150 лодій і 30 веслярних човнів, які перетнули річку. Між тим, Пріск разом із гепідами влаштував засідку.
На наступну ніч човнярі були сильно напоєні вином й заснули. Гепіди дали сигнал, й антські вояки були убиті. На човни посадили 300 візантійських солдатів і відправили до Мусокія. Відтак була розбита й решта антських військ. 
Натомість Феофілакт Сімокатта називає Мусокія й Ардагаста двома антськими правителями, які були в дружніх стосунках. Після поразки Ардагаста від візантійської армії Мусокій спробував йому допомогти, але через зраду потрапив у полон, а його військо знищене .
У цьому контексті Феофілакт Сімокатта повідомляє про існування наприкінці VI ст. слов'янського племінного союзу - (Антського союзу), очолюваного Ардагастом і Мусокієм. 